# Brekov
Brekov (in ungherese Barkó, in tedesco Haustätten) è un comune della Slovacchia facente parte del distretto di Humenné, nella regione di Prešov.
Fu citato per la prima volta in un documento storico nel 1314 (con il nome di Borko), come sede di un importante castello e torre di guardia costruiti dal potente feudatario Okur. Successivamente, la fortezza passò ai conti Petényi e nel 1397 ai Drugeth. Re Mattia Corvino ne fece una proprietà della Corona d'Ungheria. Successivamente passò agli Szapolyai, al conte calvinista Gabriele Bethlen e, infine ai Giorgio I Rákóczi. 

## Origini leggendarie
Secondo la leggenda, il conte Okur, durante una passeggiata, incontrò una bellissima ragazza del posto, chiamata Barkó, e se ne innamorò, finendo per sposarla. Di fronte alla capanna dove conobbe la ragazza, fece edificare il castello che chiamò Barkó e che, il giorno delle nozze, donò alla moglie. Del castello, oggi rimangono solo le rovine su un colle presso l'abitato.